# La Pobla de Segur
La Pobla de Segur ist eine Gemeinde in der spanischen Region Katalonien.

## Geographie
Der Flamisell teilt La Pobla de Segur in zwei Hälften und mündet hier in den Noguera Pallaresa.
Neben dem Hauptort gibt es noch die Ortsteile Montsor, Puimanyons und Sant Joan de Vinyafrescal.
| 1900 | 1910 | 1920 | 1930 | 1940 | 1950 | 1960 | 1970 | 1981 | 1991 | 1996 | 2001 | 2005 |
| ---- | ---- | ---- | ---- | ---- | ---- | ---- | ---- | ---- | ---- | ---- | ---- | ---- |
| 1549 | 1529 | 1775 | 1883 | 2511 | 2469 | 3288 | 3513 | 3356 | 3114 | 2997 | 2832 | 3043 |

## Sehenswürdigkeiten
- romanisches Kloster Sant Pere de les Maleses
- Museu dels Raiers

## Persönlichkeiten
- Ceferí Rocafort (1872–1917), Geograf, Archäologe und Historiker
- Joan Borrell (1888–1951), Bildhauer
- Enric Porta (1898–1993), Maler
- Pedro Cortina Mauri (1908–1993), Politiker
- Josep Borrell (* 1947), Politiker
- Eduardo de Juana (* 1951), Ornithologe, Naturschützer und Autor
- Carles Puyol (* 1978), Fußballspieler

## Gemeindepartnerschaft
- Le Fousseret im Département Haute-Garonne, Frankreich